# 爱尔兰银行

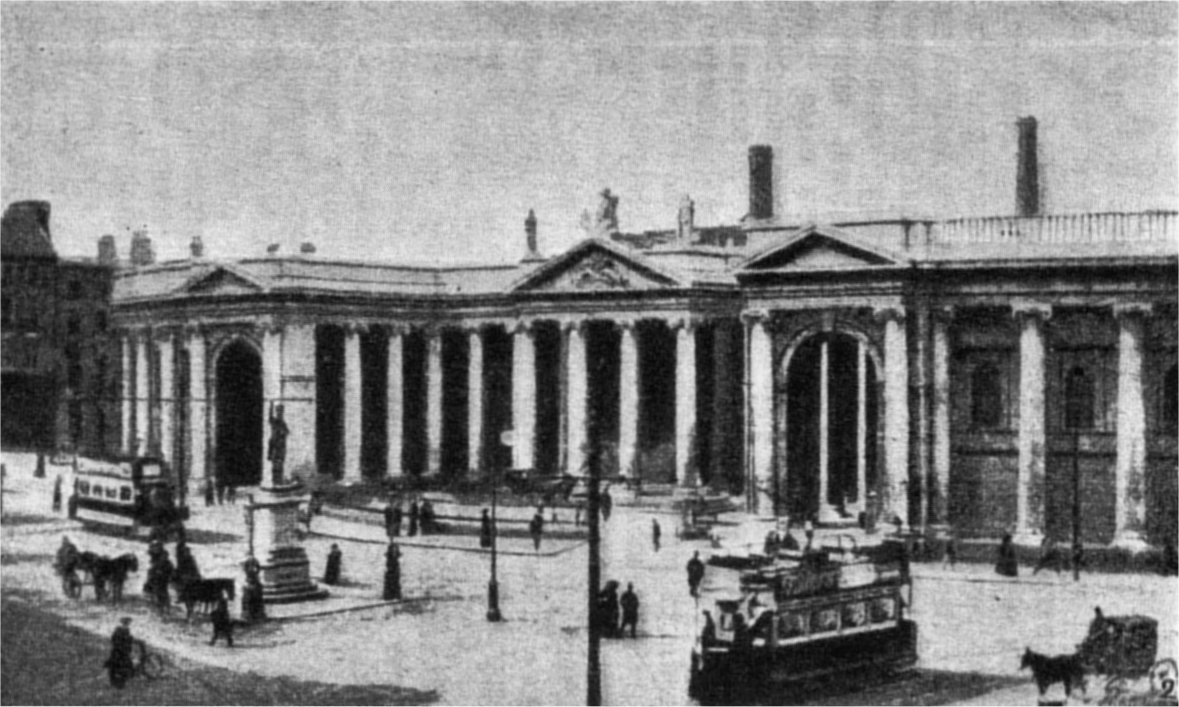
1907年的愛爾蘭銀行

爱尔兰银行，是爱尔兰的四大商业银行之一，于1783年英國王室簽發皇家特許狀後，由愛爾蘭政府成立。2009年2月27日，一所位于都柏林的分行遭到抢劫，劫匪卷走超过760萬欧元。